# Округ Нортон (Канзас)
Округ Нортон (енгл. Norton County) је округ у америчкој савезној држави Канзас. По попису из 2010. године број становника је 5.671. Седиште округа је град Нортон.

## Демографија
Према попису становништва из 2010. у округу је живело 5.671 становника, што је 282 (4,7%) становника мање него 2000. године.
| Група             | 2000.         | 2010.         |
| Белци             | 5.485 (92,1%) | 5.166 (91,1%) |
| Афроамериканци    | 241 (4,0%)    | 165 (2,9%)    |
| Азијати           | 25 (0,4%)     | 30 (0,5%)     |
| Хиспаноамериканци | 141 (2,4%)    | 240 (4,2%)    |
| Укупно            | 5.953         | 5.671         |